# Mamura
Mamura – wieś w Rumunii, w okręgu Aluta, w gminie Strejești. W 2011 roku liczyła 176 mieszkańców. 